# Товарњики
Товарњики (слч. Tovarníky) насељено је мјесто са административним статусом сеоске општине (слч. obec) у округу Топољчани, у Њитранском крају, Словачка Република.

## Становништво
| Година:    | 1994. | 2004.   | 2014.   | 2024.   |
| ---------- | ----- | ------- | ------- | ------- |
| Број људи: | 1239  | 1315    | 1431    | 1540    |
| Разлика:   |       | +6,13 % | +8,82 % | +7,61 % |

| Година:    | 2023. | 2024.   |
| ---------- | ----- | ------- |
| Број људи: | 1531  | 1540    |
| Разлика:   |       | +0,58 % |

Према подацима о броју становника из 2011. године насеље је имало 1.427 становника.